# Fetva

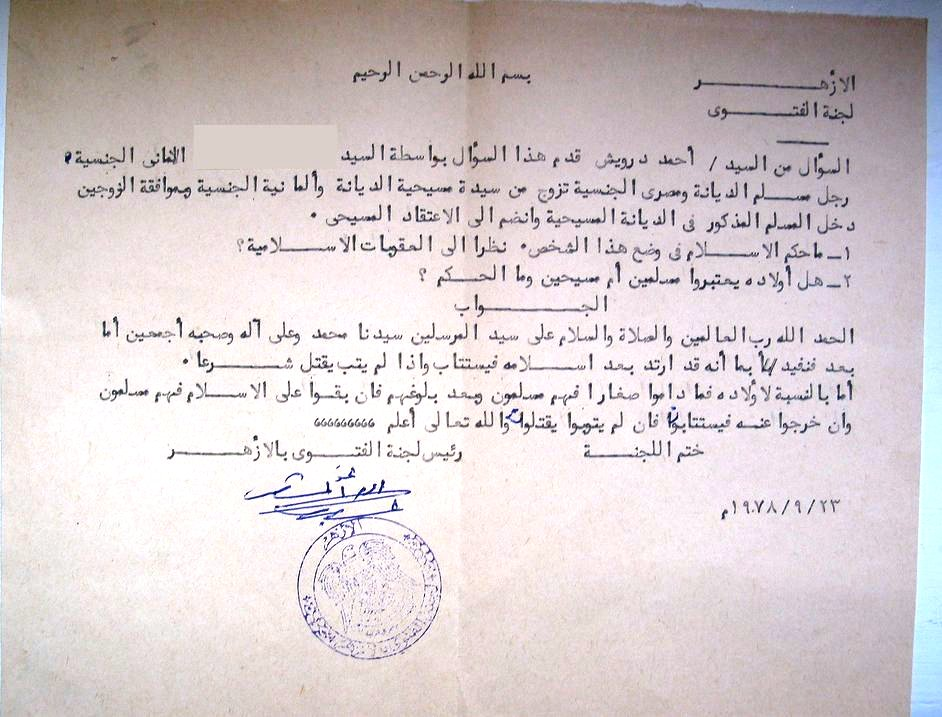
Iszlám jogi vélemény a hitehagyásról

A fetva vagy fatva arab szó. Az iszlám vallásban vallásjogi döntést jelent olyan esetben, mikor egy konkrét hitelméleti vagy vallásgyakorlati kérdésre nincs válasz sem a Koránban, sem a hadíszokban, sem a muszlim tudósok közmegegyezésében, az idzsmában.
A fatvát egy arra képzett személy, a mufti hozza. Manapság fatvatanácsok is működnek.